# Eiffel
Eiffel (Эйфель) — объектно-ориентированный язык программирования с алголоподобным синтаксисом, разработанный Бертраном Мейером. В этом языке впервые был реализован метод контрактного программирования.
Существуют компиляторы Эйфеля для Windows, DOS, OS/2 и UNIX. Большинство реализаций Eiffel генерирует код Си, то есть выполнены, как транслятор. Далее этот код компилируется с помощью компилятора Си. Однако есть системы, которые порождают и непосредственно машинный код. Например, Visual Eiffel.

### Происхождение названия
Язык «Eiffel» был назван в честь инженера Густава Эйфеля, который построил знаменитую башню, названную в его честь. Выбирая такое название языка, его создатели концентрировали внимание на следующих особенностях Эйфелевой башни:
- её построили очень быстро — всего за два с небольшим года;
- она была возведена без превышения бюджета;
- она собрана из небольшого числа стандартных деталей;
- будучи задумана как временная постройка, она тем не менее осталась стоять по истечении намеченного срока и продолжает стоять до сих пор.

Тем самым создатели намекали на то, что система программирования «Eiffel» позволяет быстро и бюджетно построить крупные программные системы, используя относительно небольшое количество программных модулей из библиотек Eiffel Software, а также выражали надежду, что программным комплексам, созданным с помощью системы «Eiffel», будет суждена долгая жизнь.

## Ключевые особенности
- Объектно-ориентированная программная структура, в которой класс выступает в качестве основной единицы декомпозиции.
- Дизайн по контракту тесно интегрирован с другими языковыми конструкциями.
- Автоматическое управление памятью, как правило, осуществляется в процессе сборки мусора.
- Наследование, в том числе множественное наследование, переименование, переопределения, конструкция select («выбор»), наследование без полиморфизма, и другие механизмы, призванные сделать наследование безопасным.
- Ограниченное и неограниченное обобщённое программирование.
- Единая система типов, использующая механизмы как значащих, так и ссылочных типов данных, в которых все типы, включая базовые, например, INTEGER, являются классами.
- Типо-безопасность (статическая типизация).
- Статическая защита от вызовов по пустой ссылке, используя механизм прикрепления типов (англ. attached-types mechanism).
- Агенты — объекты, сворачивающие вычисления внутри себя, — тесно связаны с механизмами замыканий и лямбда-выражений.
- «Единоразовые» (англ. once) процедуры или процедуры выполняющиеся только один раз, для совместного использования объекта и децентрализованной инициализации.
- Традиционный синтаксис на основе ключевых слов языков Алгол и Паскаль, но без использования сепаратора (точка с запятой в конце инструкции не является обязательной).
- Нечувствительность к регистру.

## Hello, world!
Коротко:
```
class
 
HELLO
 

  
create

    
make

  
feature

    
make

      
do

        
print
(
"Hello World%N"
)

      
end

end

```

или развёрнуто, соблюдая стиль написания:
```
note

   
description
:
 
"Программа Здравствуй,мир!"
 

   
author
:
 
"Elizabeth W. Brown"

class
 

  
HELLO
 

create
 

  
make

feature

  
make

    
-- Напечатать простое сообщение.

    
do
      

      
print
 
(
"Hello World%N"
)

    
end

end

```

## Примеры кода и особенности языка
Пример объявления класса на Eiffel:
```
class
 
КВАДРАТ

  
inherit
 
ПРЯМОУГОЛЬНИК

    
-- КВАДРАТ - подкласс ПРЯМОУГОЛЬНИКа

    
-- может быть указано более одного блока inherit.

    
-- для каждого родительского класса может быть указан список наследуемых методов.

    
-- таким образом решается проблема конфликтов множественного наследования.

  
create

    
-- перечень имен конструкторов

  
feature

    
-- свойства, описываемые здесь, являются видимыми для всех клиентов. 

    
-- Более точно такая запись эквивалентна записи feature {ANY} - 

    
-- что означает, что свойства, определенные в этом разделе,

    
-- доступны классу ANY и всем его наследникам. 

    
-- А так как класс ANY является родителем всех классов (истоком графа классов),

    
-- у которых в явном виде не заданы родительские классы, 

    
-- то это означает доступность для использования любым классом 

  
feature
 
{
CHILD
}

    
-- свойства, описываемые здесь, являются доступными для использования для класса CHILD и его наследников

  
feature
 
{
NONE
}

    
-- свойства, описываемые здесь, являются скрытыми для использования клиентами.

    
-- Более точно доступны только для класса NONE, который является стоком графа классов

end

```

где свойства — это общее название полей данных и методов. То есть атрибутов (англ. attributes) и подпрограмм (англ. routines) в терминологии Eiffel. Подпрограммы в подклассах (классах наследниках) могут замещать (переопределять) наследуемые только при конформности (то есть совпадении) их сигнатур.
Ещё пример:
```
class
 
COMPLEX

  
create

    
make

  
feature

    
real_part
,
 
imag_part
:
 
REAL

  
feature

    
make
(
r
,
 
i
:
 
REAL
)

      
do

        
real_part
 
:=
 
r

        
imag_part
 
:=
 
i

      
end

end

```

Описание переменной выглядит сходно с описанием переменных в Паскаль-подобных языках:
```
идентификатор_переменной
:
 
ТИП

```

Например:
```
 
complex_num
:
 
COMPLEX

```

Инициализация (создание) объекта c вызовом конструктора:
```
 
create
 
complex_num
.
make
 
(
2.4
,
 
−
3.2
)

```

Ранее использовался несколько иной синтаксис, при котором служебное слово create заменялось на двойной восклицательный знак !!:
```
 
!!
 
complex_num
.
make
 
(
2.4
,
 
−
3.2
)

```

В языке Eiffel нет деструкторов, но есть автоматический сборщик мусора. Когда на объект не останется ссылок, он будет уничтожен сборщиком мусора.
Язык Eiffel поддерживает множественное наследование (несколько разделов inherit).
Абстрактные классы определяются добавлением зарезервированного слова deferred («отложенный»):
```
deferred
 
class
 
FIGURE

  
-- тело класса

end

```

«Отложенные» свойства будут определяться в классах наследниках. Для того, чтобы можно было создать объект класса, он не должен содержать ни одного «отложенного» свойства.
Самым характерным свойством языка Eiffel являются встроенные утверждения для создания принудительного контракта между вызывающим оператором и вызываемым кодом подпрограмм (см. также: Планкалкюль).
Все обращения к свойствам объектов по умолчанию динамические, хотя компиляторы могут разобраться, где динамическое связывание может быть заменено на статическое и естественно делают это. Такая особенность позволяет не вводить понятие virtual («виртуальный»). Наоборот, вводится понятие frozen («замороженное»), то есть «непереопределяемое» свойство.
Язык различает на уровне описаний два вида данных: ссылочные и expanded («структурные», «развёрнутые»), что также применимо к описаниям переменных. Это позволяет минимизировать разницу между ссылкой на объект и самим объектом. Разница эта проявляется при присваивании, копировании и создании объектов.

### Переопределение операций
Для подпрограмм доступен синтаксис операций. То есть инфиксный оператор + является псевдонимом для метода plus, а * — для product:
```
class
 
INTEGER
 

  
feature

    
…

  
feature

    
plus
 
alias
 
"+"
 
(
other
:
 
like
 
Current
):
 
like
 
Current

      
do
 
…
 
end

    
product
 
alias
 
"*"
 
(
other
:
 
like
 
Current
):
 
like
 
Current

      
do
 
…
 
end

  
…

end

```

Данный синтаксис является развитием способа переопределения операций в языке Клу. В отличие от C++ и Клу, Eiffel позволяет также определение свободных операций, знаки которых могут состоять из одного или более символов из следующего набора
```
: \ ? = ~ / ! # $ % & * + - / < > @ ^ ` |
```

при условии, что этот символ или комбинация символов не заняты в синтаксисе Eiffel для других целей. Вот примеры возможных свободных операций:
```
!-! @ |> <| -|-> <-|- ==> <== ++
```

### Причины слабого распространения языка
Компиляторы с Eiffel от автора языка дороги и не так распространены, как компиляторы C/C++, что, в своё время, и ограничило распространение этого языка, свободных/бесплатных альтернатив долгое время не было.

## Стиль оформления программ
Язык Eiffel спроектирован с максимальным уклоном в простоту конструкций языка. Так, в нём определена лишь одна конструкция для цикла.
```
from
 

  
начальная
 
инициализация

until
 

  
условие
 
выхода
 
из
 
цикла

loop

  
тело
 
цикла

end

```

При программировании на Eiffel хорошим тоном считается придерживаться определённых правил оформления.
Благодаря этому, исходники читаются так, как если бы это была документация. Дополнительным стимулом соблюдать правила является строгость самих компиляторов к оформлению. Многие из них (в частности SmartEiffel) не позволяют неправильно оформлять исходные коды, находя многие отступления от стиля, выводя предупреждения или даже отказываясь компилировать.
Вот некоторые рекомендации по оформлению исходных текстов:
- служебные слова набираются жирным (актуально для печати и вывода на современные мониторы)
- все идентификаторы — курсивом
- в отличие от Си-подобных языков, в Eiffel отрицательно относятся к сокращениям. Вместо drvMngr принято писать driver_manager
- все классы пишутся прописными буквами

```
class
 
LIST

```

- переменные пишутся строчными буквами

```
count_of_sheeps
:
 
INTEGER

```

- константы всегда начинаются с прописной

```
Gravity
:
 
REAL
 
=
 
9.81

```

- рекомендуется использовать немоноширинный шрифт
- в начале каждого класса желательно вставлять информацию о нём: кто написал, когда, функциональность класса. Вся эта информация записывается в самом начале файла с классом.

```
note

   
description
:
 
"Описание этого класса."

   
author
:
 
"Вася Пупкин"

class
 
КЛАСС

   
-- тело класса

end

```

- после названия каждой процедуры на следующей строке желательно описывать результат её действия:

```
feature

   
IP
:
 
INTEGER

         
-- IP адрес локальной машины.

      
do

         
-- тело запроса

      
end

```

- особенностью Eiffel является необязательность точки c запятой «;» в конце синтаксических конструкций.